# Акуапенденте
Акуапендѐнте (на италиански: Acquapendente) е градче и община в Централна Италия, провинция Витербо, регион Лацио. Разположено е на 420 m надморска височина. Населението на общината е 5619 души (към 2010 г.).